# Сражение в устье Золотого Рога
Сражение в устье Золотого Рога — морское сражение во время восстания Виталиана, произошедшее в конце 515 года в Босфоре в устье залива Золотой Рог. 

Залив Золотой Рог

Византийский император Анастасий обещал восставшему Виталиану, что епископы-халкидониты, изгнанные со своих кафедр, будут восстановлены, а церковный собор, который должен был собраться, примет решение о символе веры. Так как собор не состоялся, а епископы не были восстановлены, Виталиан был убежден, что император не намерен выполнять свою часть сделки, и в последние месяцы 515 года снова собрал свой флот и вновь появился со своей армией на берегах Босфора. Он занял Сикаи (Сики), район города на северной стороне Золотого Рога (в более поздние времена называлась Галата). 
Так как военачальники Патриций и Иоанн, которые были личными друзьями Виталиана и его отца, отказались возглавить войска для подавления восстания, командование над императорской армией было поручено Марину, влиятельному советнику императора, который до сих пор занимался только финансовыми делами. Финансист, однако, оказался на высоте командования. 
Произошло морское сражение в устье Золотого Рога, в котором корабли мятежников были полностью разгромлены. Победа была достигнута с помощью химического соединения, аналогичному греческому огню более поздних дней (У Малалы — «божественный апирон» — вероятно, сера), которым сожгли неприятельские корабли. 

Марин же раздал божественный апирон, который ему дал философ, на все быстроходные корабли, сказав морякам и воинам: «Не нужно оружие; [просто] рассыпьте часть этого [порошка] на идущие навстречу вам корабли, и они загорятся. Если же мы переберемся на ту сторону к домам, где сейчас враги императора, сыпьте и там». 
Он устремился к противоположной стороне [пролива], [спеша сразиться] с Виталианом и его людьми. Двинулись навстречу и корабли Виталиана, и [оба флота] оказались очень близко друг к другу у [храма] св. Феклы в Сиках в том месте пролива, который называется Вифарий. 

В три часа дня там произошло морское сражение; [тогда] внезапно и одновременно все [участвовавшие в битве] корабли мятежника Виталиана занялись огнем и пошли на дно пролива вместе с теми воинами из готов, гуннов и скифов, которые у него были и которые пришли вместе с ним. А Виталиан и плывшие на других кораблях, увидев, что [участвовавшие в битве] корабли внезапно занялись огнем, бежали и вернулись к Анаплу.— Иоанн Малала. Хронография. Книга XVI
Затем Марин высадил свои войска в Сикаях, перебил найденных там мятежников и вечером занял позицию на берегу Босфора. Ночью Виталиан бежал со всеми оставшимися у него войсками и достиг Анхиала во Фракии, где он, по-видимому, оставался в течение следующих трех лет, до воцарения Юстина. Не все вожди восстания бежали так легко, как Виталиан. Таррах был сожжен в Халкидоне, а двое других, попавших в плен, были казнены.
Подавив восстание Виталиана, Анастасий окончательно отказался от разрешения спора с халкидонитами.